# Raid de la vallée Mohawk
Première Guerre intercoloniale
Guerres franco-iroquoises
Batailles
Baie d'Hudson
- Baie d’Hudson (1686)
- Fort Albany (1688)
- Fort Albany (1693)
- York Factory (1694)
- Baie d'Hudson (1697)

Québec et New York
- Lachine
- Schenectady
- Québec
- La Prairie
- Vallée Mohawk

Nouvelle-Angleterre, Acadie et Terre-Neuve
- Dover
- Pemaquid (1er)
- Salmon Falls
- Port Royal
- Fort Loyal
- Chedabucto
- York
- Wells
- Oyster River
- Baie de Fundy
- Pemaquid (2e)
- Chignectou
- Fort Nashwaak
- Terre-Neuve
- Haverhill

Le raid de la vallée Mohawk est un raid conduit en février 1692 contre trois villages Mohawks situés dans la vallée de la rivière Mohawk par des guerriers français et amérindiens sous le commandement de Nicolas d'Ailleboust de Manthet. Le combat, qui s'inscrit dans le contexte des guerres franco-iroquoises et de la Première Guerre intercoloniale, oppose les Français aux Iroquois, alliés de l'Angleterre. Il s'achève par la destruction de trois villages, ainsi que d'importantes réserves de nourriture. De nombreux Mohawks sont tués ou capturés, les prisonniers étant destinés à peupler un village catholique amérindien, situé à proximité de Montréal.
Les assaillants, ralentis par leurs prisonniers, sont suivis par une force anglo-iroquoise rapidement déployée et conduite par le Major Pieter Schuyler. Les deux camps se livrent des escarmouches dans les jours qui suivent le raid. Le assaillants sont contraints d'abandonner un certain nombre de prisonniers pendant la poursuite, et souffrent de la faim lors de leur retour à Montréal — certaines de leur caches de nourriture ayant été détruite.
Les Mohawks sont sérieusement affaiblis en tant que force militaire au sein de la ligue iroquoise, et les conséquences du raid contribueront à la paix de 1701 négociée entre les Iroquois, les Français, et plusieurs autres tribus amérindiennes.

## Sources et bibliographie
- Jean Blain, « Nicolas d'Ailleboust de Manthet », dans le Dictionnaire biographique du Canada, [lire en ligne]